# Christoph Praetorius
Christoph Praetorius, auch Schulze oder Scultetus (* 11. November 1631 in Stendal; † begraben am 6. Oktober 1713 ebenda), war ein deutscher Jurist, Bibliothekar, Kämmerer, Advokat am Märkischen Quartalsgericht in der Hansestadt Stendal und Kirchenlieddichter während der Barockzeit.

## Leben

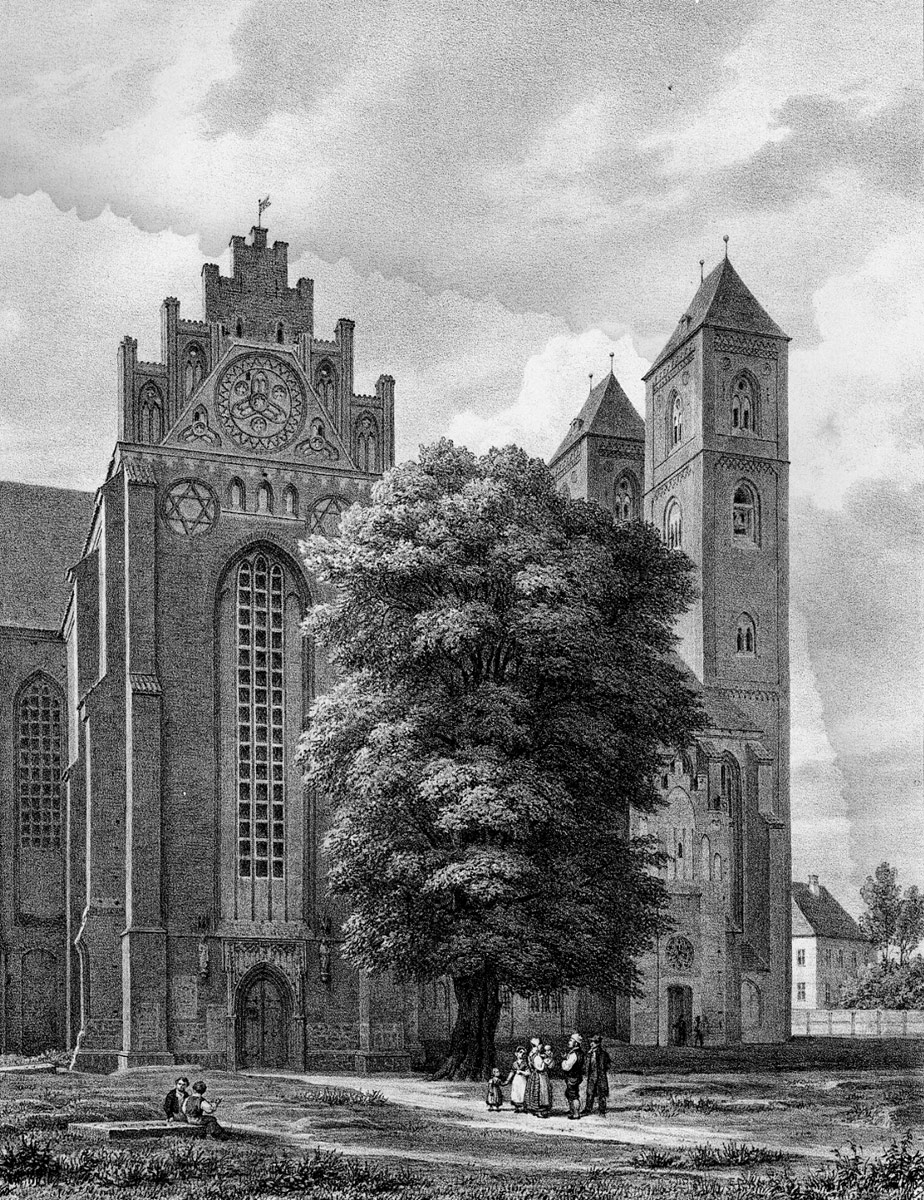
Stendaler Dom (1833)

Praetorius war Sohn des Domdiaconus am Dom St. Nikolaus in Stendal Johannes Praetorius. Er studierte Rechtswissenschaft in Helmstedt. Sein Studium beendete er mit einer juristischen Disputation unter dem Vorsitz des Professors Johann Eichel. Die gedruckte Arbeit widmete er dem Mediziner Martin Weise (1605–1693) und dem aus Stendal stammenden Juristen, Kurfürstlichen Geheimen Rat und Archivar Christoph Schönebeck (1601–1662).
Praetorius war mit Elisabeth Luidtke verheiratet, der Tochter des langjährigen Bürgermeisters in Stendal Germanus Luidtke aus dessen 2. Ehe mit Elisabeth Lentin. Elisabeth Luidtke war die Nichte des vorgenannten Christoph Schönebeck. Aus der Ehe stammte die Tochter Elisabeth Sophia Prätorius, die Johann August Göring geheiratet hat und am 7. September 1709 nach 3-jähriger Ehe im Alter von 26 Jahren gestorben war. Aus der Ehe stammten ein Sohn und eine Tochter.
Johann August Göring stammte aus Kleinsommern bei Erfurt und war zunächst Prediger zu Kassieck und seit 1720 zu Gardelegen. Er starb 1747 im Alter von 73 Jahren.
Praetorius war Kämmerer, Freisass und Advokat am Quartalsgericht in seiner Heimatstadt Stendal.
Die Alvensleben’sche Bibliotheken, deren Gründer Joachim I. von Alvensleben seine Nachkommen verpflichtet hatte, „sie zu erhalten, zu vermehren und niemals zu teilen“ befand sich ursprünglich in Schloss Erxleben, wurde aber bereits 1610, gut 22 Jahre nach dem Tod seines Gründers, zur öffentlichen Nutzung nach Stendal gebracht und war dort rund hundert Jahre zugänglich. 1673 wurde Praetorius zum Bibliothekar der Bibliothek in Stendal berufen. Praetorius erstellte 1699 ein Bücherverzeichnis. Nach dem Ausscheiden aus dem Dienst der Bibliothek machten Praetorius bzw. seine Erben wegen ‚restierender Salarien‘ Forderungen geltend.

## Juristische Werke
- De personis, quae feudum dare & et non dare, accipere et non accipere possunt. In: Sigismund Finckelthaus: Feudales Controversiae illustres: undecim disputationibus. Sammelband von 11 Universitätsschriften, Helmstedt 1655, S. 138 ff. (diglib.hab.de).
- Exercitatio Iuridica De Praesumptionibus. Helmstedt 1656 (reader.digitale-sammlungen.de).

## Lieder
Praetorius war ein Verfasser neulateinischer Lyrik, deutscher und neulateinischer Dramatik und hat geistliche Lieder gedichtet. In dem Gesangbuch Das Rauchopfer der geistlichen Priester, das 1699 in Stendal erschien, befinden sich acht mit den Buchstaben C. P. unterzeichnete Lieder. Wahrscheinlich ist Praetorius auch an der Herausgabe dieses evangelischen Gesangbuches beteiligt gewesen.
Sein bekanntestes Lied aus diesem Gesangbuch ist Christe, wahres Seelenlicht, deiner Christen Sonne.
Das Gesangbuch von 1698 ist im Internet nicht nachzuweisen. In ihm sollen sich folgende Lieder von Praetorius befinden:
- Wer will ein Christe sein
- Hilf Gott, dass ich dich recht
- Wer sein Vertrauen setzt in Gott (Vorschau in der Google-Buchsuche).
- Gott ist ein Gott der Liebe
- Gott, der heilig bist
- Gott, der von Gütigkeit so groß
- Ich bin getauft auf Christi Blut (Vorschau in der Google-Buchsuche).
- Christe wahres Seelenlicht (Vorschau in der Google-Buchsuche).

Er trug auch zum Liederbuch des Predigers des Klosters Neuenburg Kaspar Kratz (verstorben 1681) bei.